# Mirosław Kuba Brożek
Mirosław Kuba Brożek – polski reżyser i operator filmowy.
Wielokrotny twórca teledysków dla polskich artystów, m.in. dla Edyty Górniak, Karoliny Kozak czy Ani Dąbrowskiej. Nominowany do Polskiej Nagrody Filmowej "Orły" w 2006 roku w kategorii Najlepsze zdjęcia za film PitBull. Otrzymał także wyróżnienie na Festiwalu Polskich Wideoklipów Yach Film za teledysk do utworu "Wystarczy chcieć" wykonywanego m.in. przez Marylę Rodowicz, Grzegorza Markowskiego czy też Roberta Amiriana.

## Filmografia
Opracowano na podstawie materiału źródłowego.
- 1998: Pytania z bezkresu - zdjęcia
- 1998: Byłem bóstwem Shinto - współpraca
- 2000: Kawaleria powietrzna - zdjęcia
- 2002: Taśmy grozy - współpraca
- 2003-2008: Fala zbrodni - zdjęcia
- 2004: Babilon.pl - zdjęcia
- 2005: Syreny - zdjęcia
- 2005: PitBull - zdjęcia
- 2005−2006: Żelazo - zdjęcia
- 2005–2008: Pitbull - zdjęcia (odcinki: 1-5, 10-16)
- 2006: Będziesz moja - zdjęcia
- 2007: Nadzieja z bibuły - zdjęcia
- 2007: Kandydat - reżyseria, zdjęcia
- 2012: Hans Kloss. Stawka większa niż śmierć - zdjęcia
- 2013: Last minute – zdjęcia, operator kamery, aktor (jako Turysta)
- 2014: Służby specjalne – zdjęcia, operator kamery
- 2016: Pitbull. Nowe porządki – zdjęcia, operator kamery
- 2016: Pitbull. Niebezpieczne kobiety – zdjęcia, operator kamery
- 2017: Syn królowej śniegu – zdjęcia
- 2017: Czerwony punkt – zdjęcia
- 2017: Botoks – zdjęcia
- 2019: Gang leader - Telugu (Indian) movie
- 2021: Pushpa: The Rise - Telugu (Indian) movie[6]

## Reżyseria teledysków
- 2006: "Wystarczy chcieć"[7] - m.in. Maryla Rodowicz, Robert Amirian i inni.
- 2007: "List"[8] – Edyta Górniak
- 2007: "Ocalić świat"[9] – Queens
- 2008: "To nie tak jak myślisz"[1] - Edyta Górniak
- 2009: "Miłość na wybiegu"[1] – Karolina Kozak
- 2009: "Nigdy nie mów nigdy"[10] – Ania Dąbrowska
- 2009: "Pokaż mi niebo"[10] – Feel
- 2009: "Urodziny"[11] - Feel
- 2010: "Śniadanie do łóżka"[12] – Andrzej Piaseczny
- 2011: "Oj... kotku"[13] - Edyta Górniak